# Nijlen
Nijlen ist eine belgische Gemeinde in der Region Flandern mit 23.707 Einwohnern (Stand 1. Januar 2024).

## Geographie
Die Gemeinde Nijlen liegt nahe der Gemeinde Lier wenige km südlich des Albertkanals.
Antwerpen liegt 18 Kilometer nordwestlich, Mechelen 20 Kilometer südwestlich und Brüssel etwa 40 Kilometer südwestlich.

## Verkehr

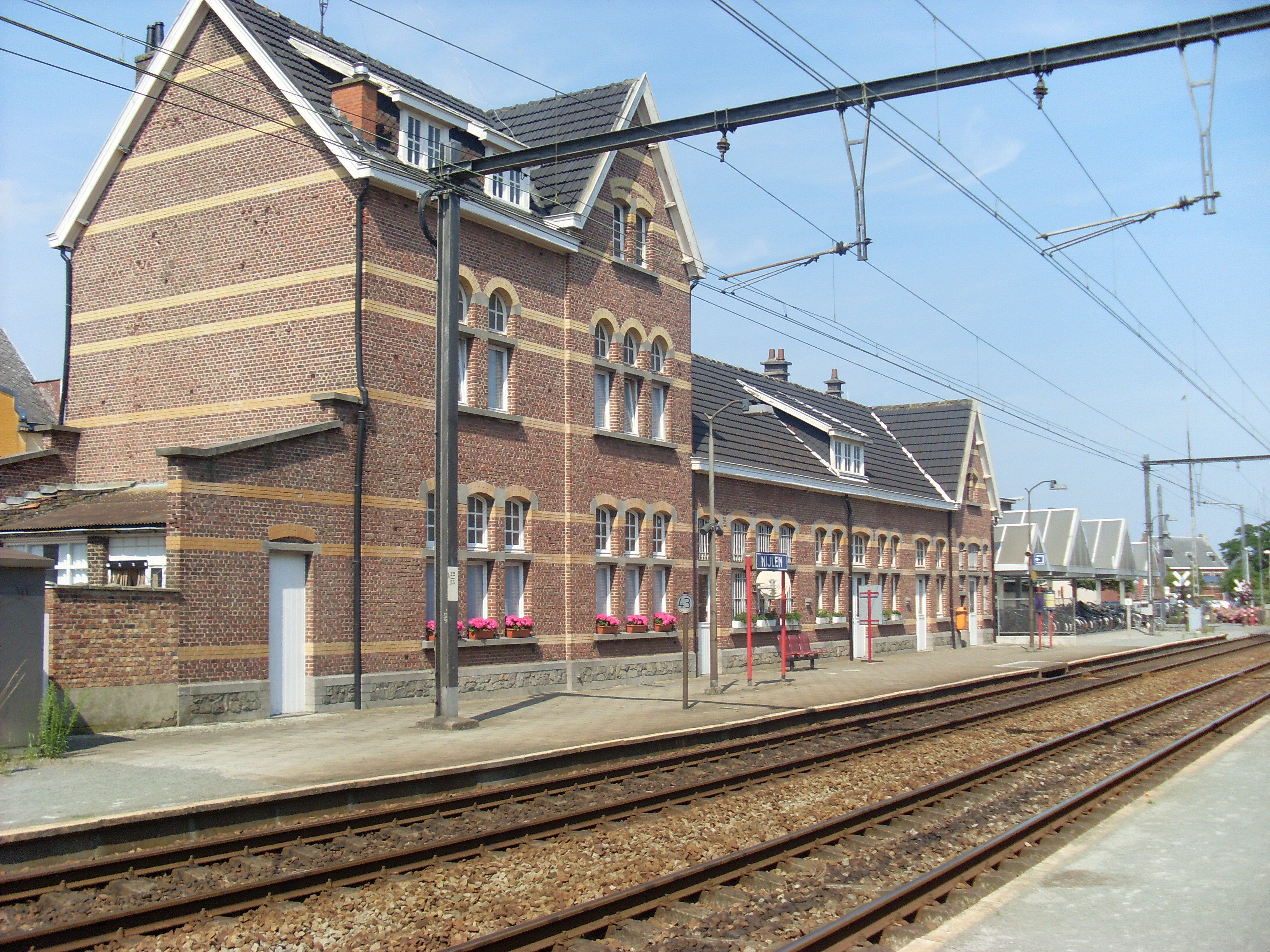
Bahnhof Nijlen

- Straße:   Die nächsten Autobahnabfahrten befinden sich bei Massenhoven und Herentals an der A13/E 313.
- Bahn:   Die Gemeinde besitzt einen Regionalbahnhof an der Bahnlinie Antwerpen-Lier-Nielen-Herentals-Weert/Niederlande; weitere befinden sich unter anderem in Lier, Kontich und Herentals.
- Luft:   Der Flughafen Antwerpen ist der nächste Regionalflughafen und der Flughafen Brüssel National nahe der Hauptstadt ist ein Flughafen von internationaler Bedeutung.

## Weblinks

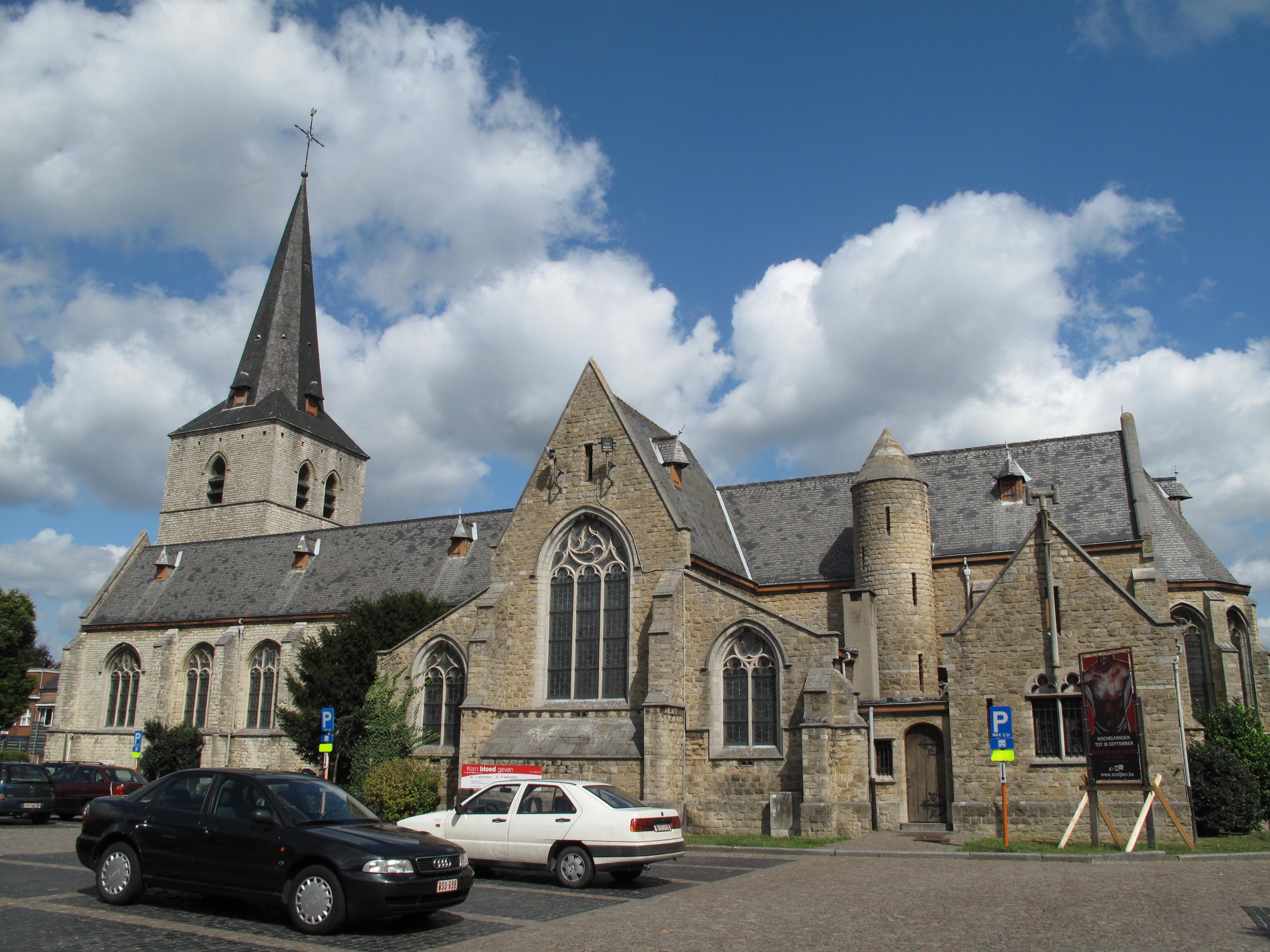
Nijlen, Kirche

## Persönlichkeiten
- Jozef Lieckens (* 1959), Radrennfahrer
- Marthe Truyen (* 1999), Radrennfahrerin

## Gemeindepartnerschaften
- Voeren
- Güssing
- Hodora[1]